# Калілегва
Національний парк Калілегва — національний парк в Аргентині, розташований на південному сході провінції Жужуй (північно-західна частина країни), на східних схилах пагорбів Калілегва.
Парк було засновано у 1979 році для збереження видів Південних Анд (екорегіон з великим біорозмаїттям), а також для захисту гирла річки Калілегос. Має площу 295 км², є найбільшим національним парком у цій частині країни.

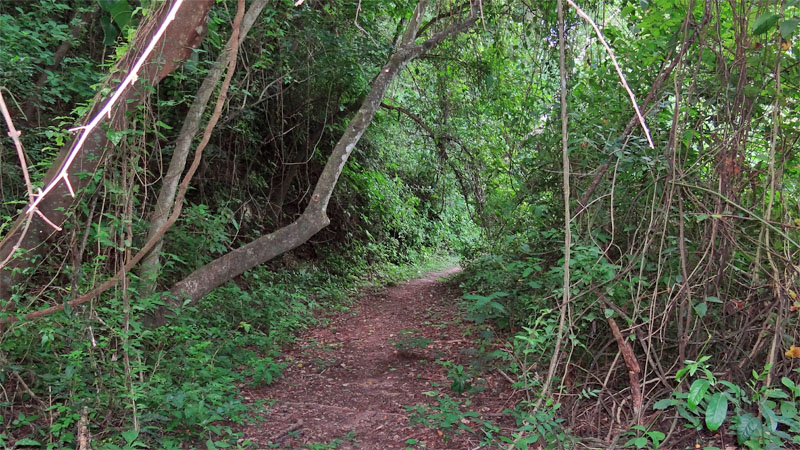
Стежка у парку

Ці території були населені представниками корінних етнічних груп. Їхні поселення були розташовані у нижній частині пагорбів неподалік від пасовищ. На території парку були знайдені предмети побуту і знаряддя праці корінних жителів, серед яких поліровані кам'яні сокири і кераміка. З 15 століття ці території зайняли інки. Нині цей регіон населений племенем колла.
Парк має чудові краєвиди, які можна побачити, проїжджаючи провінційною трасою № 83, яка пролягає повз парк. Ця місцевість є ідеальною для спостереження за деякими видами птахів і ссавців. За деякими оцінками у парку проживає близько 50 % усіх видів птахів Аргентини.
Щодо ссавців, на території парку проживають ягуари, оцелоти, пуми та степові коти. Найбільшим ссавцем у цій місцевості є тапір.
Найближчі до парку міста пропонують весь спектр туристичних послуг щодо екскурсій національним парком різного ступеня складності.